# 12530 Richardson
12530 Richardson eller 1998 KO46 är en asteroid i huvudbältet som upptäcktes den 22 maj 1998 av LINEAR i Socorro County, New Mexico. Den är uppkallad efter Aaron Cole Richardson.
Asteroiden har en diameter på ungefär 8 kilometer.